# Großsteingrab Lille Rørbæk By 3
Das Großsteingrab Lille Rørbæk By 3 (auch Slagterknøsen genannt) ist eine megalithische Grabanlage der jungsteinzeitlichen Nordgruppe der Trichterbecherkultur im Kirchspiel Snostrup in der dänischen Kommune Frederikssund.

## Lage
Das Grab liegt südwestlich von Lille Rørbæk in einem kleinen baumbestandenen Areal am Rand eines Felds. In der näheren Umgebung gibt bzw. gab es zahlreiche weitere megalithische Grabanlagen.

## Forschungsgeschichte
1862 wurden Zeichnungen des Grabes angefertigt. In den Jahren 1875 und 1942 führten Mitarbeiter des Dänischen Nationalmuseums Dokumentationen der Fundstelle durch. Eine weitere Dokumentation erfolgte 1982 durch Mitarbeiter der Forst- und Naturbehörde.

## Beschreibung
Die Grabkammer ist als Urdolmen anzusprechen und hat einen rechteckigen Grundriss. Sie besteht aus vier Wandsteinen; ein möglicher fünfter Wandstein liegt umgestürzt im Inneren der Kammer. Ein abgerutschter Deckstein wurde zwischen 1875 und 1942 wieder auf die Wandsteine aufgesetzt. Zu den Maßen und der Orientierung der Kammer liegen keine Angaben vor.
Die Kammer steht auf der Spitze eines runden Hügels. Ob sie ursprünglich überhügelt war, ist nicht klar, im Bericht von 1875 wird sie als freistehend bezeichnet. Drei Steine am südlichen und einer am westlichen Hügelfuß könnten Umfassungssteine sein.